# Jacob Alstein
Jacob Alstein (* um 1570 oder 1575; † nach 1620) war ein deutscher Arzt und Alchemist.
Alstein studierte an der Universität Helmstedt Medizin mit der Promotion 1596.  Erste Hinweise auf eine Betätigung als Alchemist ist ein Brief von 1602 an den Herzog Ulrich von Mecklenburg. Er war mit vielen bekannten Alchemisten und Paracelsisten bekannt, so Sendivogius (an dessen Novum Lumen Chymicum er beteiligt gewesen sein soll), Karl Widemann in Augsburg, Joachim Morsius in Hamburg, Johann Kaper in Prag und mit dem Landgrafen Moritz von Hessen-Kassel (bei dem er 1615 war). Insbesondere hatte er auch Verbindungen nach Frankreich, zum Beispiel zum Paracelsisten Israel Harvet und Joseph Duchesne. 1606 war er in Rom und 1608/09 war er Leibarzt von Heinrich IV. von Frankreich.
Es sind keine ihm zugeschriebenen Schriften bekannt, er galt aber als einer der angesehensten Alchemisten seiner Zeit. Israel Harvet widmete ihm seinen Kommentar zum Tractatus vere aureus von Hermes Trismegistos (1610). Sein verschollenes Hauptwerk war De tribus lapidibus, von dem ein Druck nicht bekannt ist. Es sind aber Briefe erhalten.